# Złotów (gemeente)
De gemeente Złotów is een landgemeente in het Poolse woiwodschap Groot-Polen, in powiat Złotowski.
De zetel van de gemeente is in Złotów.
Op 30 juni 2004 telde de gemeente 9006 inwoners.

## Oppervlakte gegevens
In 2002 bedroeg de totale oppervlakte van gemeente Złotów 292,5 km², waarvan:
- agrarisch gebied: 68%
- bossen: 23%

De gemeente beslaat 17,61% van de totale oppervlakte van de powiat.

## Demografie
Stand op 30 juni 2004:
| Omschrijving                   | Totaal | Totaal | Vrouwen | Vrouwen | Mannen | Mannen |
| ------------------------------ | ------ | ------ | ------- | ------- | ------ | ------ |
| eenheid                        | aantal | %      | aantal  | %       | aantal | %      |
| inwoners                       | 9006   | 100    | 4407    | 48,9    | 4599   | 51,1   |
| bevolkingsdichtheid (inw./km²) | 30,8   | 30,8   | 15,1    | 15,1    | 15,7   | 15,7   |

In 2002 bedroeg het gemiddelde inkomen per inwoner 1394,73 zł.

## Administratieve plaatsen (sołectwo)
Bielawa, Blękwit, Bługowo, Buntowo, Dzierzążenko, Franciszkowo, Górzna, Józefówo, Kamień, Kleszczyna, Klukowo, Krzywa Wieś, Międzybłocie, Nowa Święta, Nowiny, Nowy Dwór, Pieczynek, Płosków, Radawnica, Rudna, Skic, Sławianowo, Stare Dzierząźno, Stawnica, Święta, Wąsosz, Zalesie.

## Overige plaatsen
Grodno, Kaczochy, Łopienko, Pieczyn, Rosochy, Sławianówko, Wielatowo.

## Aangrenzende gemeenten
Jastrowie, Krajenka, Lipka, Łobżenica, Okonek, Tarnówka, Wysoka, Zakrzewo, miasto Złotów